# Distretto di Murshidabad
Il distretto di Murshidabad è un distretto del Bengala Occidentale, in India, di 5 863 717 abitanti. Il suo capoluogo è Baharampur.